# Secret défense
Secret défense è un film del 1998 diretto da Jacques Rivette.